# Rekenmachine

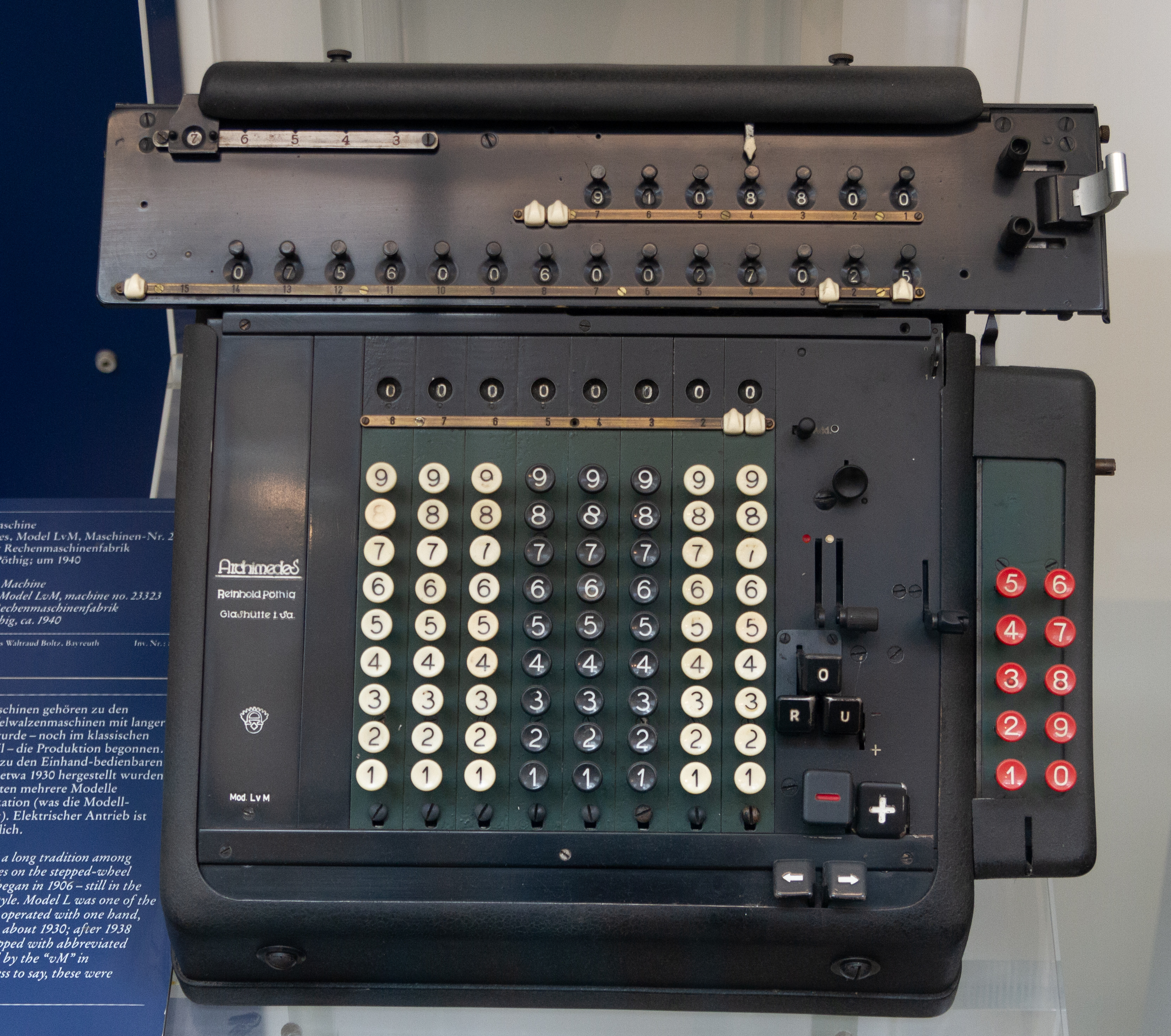
Mechanische rekenmachine

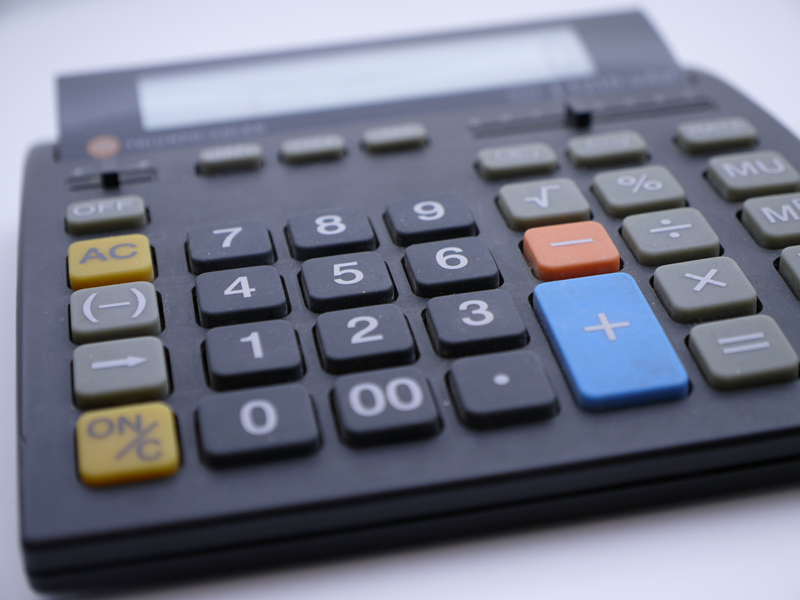
Rekenmachine

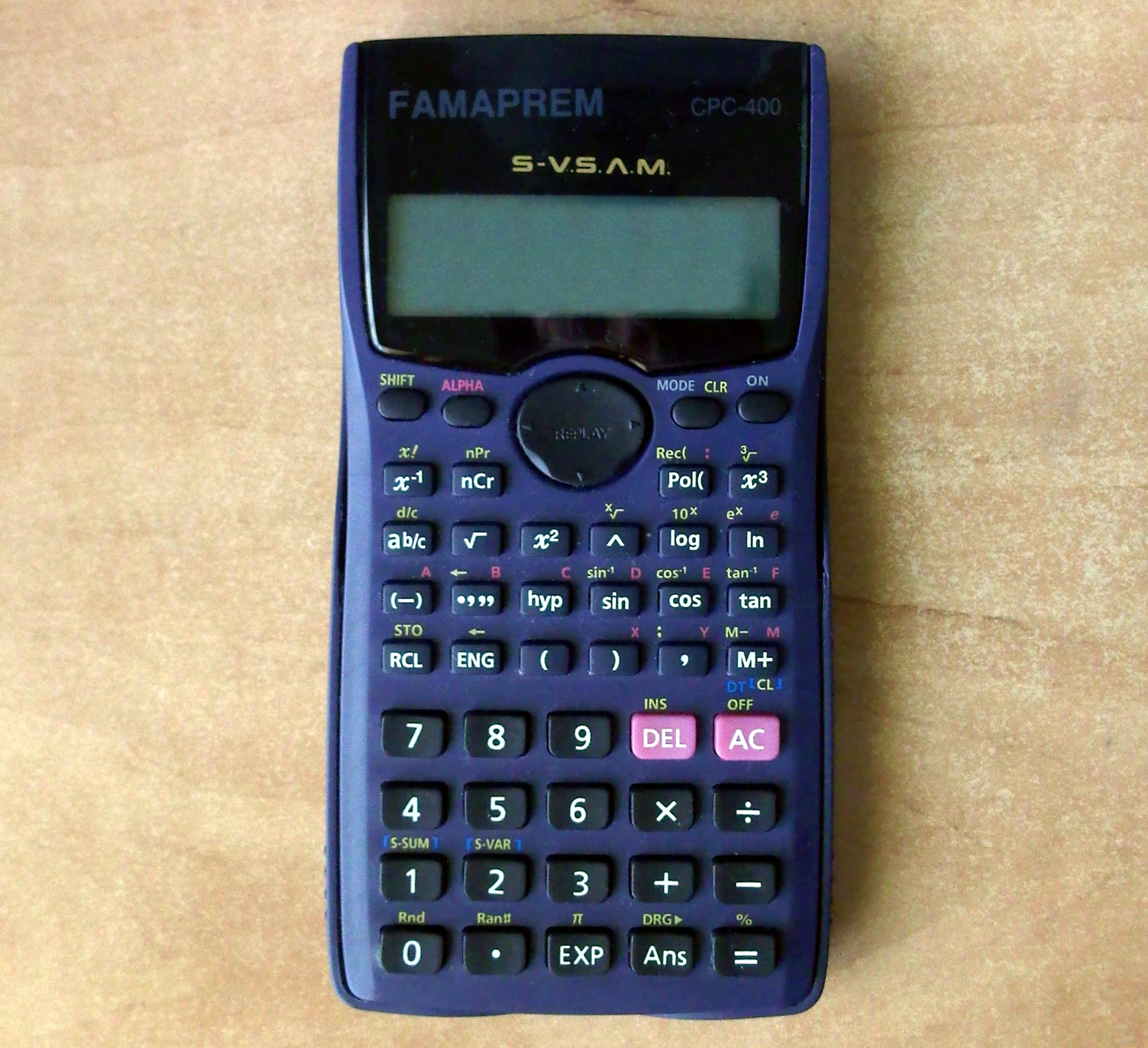
Wetenschappelijke rekenmachine

Een rekenmachine of calculator is een apparaat waarop berekeningen kunnen worden uitgevoerd. Een rekenmachine is geen algemeen programmeerbare computer, hoewel er in sommige modellen wel eenvoudige functies kunnen worden geprogrammeerd. De eerste rekenmachines waren mechanisch, maar de huidige rekenmachines zijn elektronisch en werken doorgaans op batterijen.

## Geschiedenis
De voorloper van de rekenmachine was het telraam, maar ook instrumenten als de proportionaalpasser en de rekenliniaal zijn gebruikt om berekeningen mee uit te voeren.
Wilhelm Schickard heeft in 1623 de eerste mechanische rekenmachine gebouwd die getallen van zes cijfers kon optellen en aftrekken. Deze machine had zelfs een bel die een overflow aangaf. Hij was daarmee Blaise Pascal en Gottfried Wilhelm Leibniz een twintigtal jaren voor. De rekenmachine werd gebruikt om astronomische tabellen te berekenen. Helaas heeft men daar toen het nut niet van ingezien, want zijn uitvinding ging verloren.
Daardoor heeft men lang gedacht dat de Fransman Blaise Pascal de uitvinder van de rekenmachine was. Maar de tekeningen werden in de negentiende eeuw ontdekt in de briefwisseling tussen Blaise Pascal en Johannes Kepler. Een werkend model werd pas in 1960 gebouwd. Blaise Pascal heeft in 1645 ook een rekenmachine gemaakt, de Pascaline. De Pascaline was dus een van de eerste mechanische rekenmachines en kon ook vermenigvuldigen en delen.
De volgende rekenmachine werd pas gebouwd in 1673 door Gottfried Wilhelm Leibniz, deze rekenmachine kon ook worteltrekken. Toch duurde het nog vele jaren voor de rekenmachine echt een succes werd. Veel mensen maakten in de daarop volgende eeuwen allerlei rekenmachines maar deze waren allemaal erg duur.
Pas in 1887 kwam de eerste commercieel succesvolle rekenmachine in beeld. Deze kon eigenlijk ook alleen maar goed optellen en aftrekken maar kon goedkoper gemaakt worden dus werd wel een succes. Het was op zich wel mogelijk om te vermenigvuldigen of delen maar dat was wel erg ingewikkeld. Het apparaat had de naam Comptometer en werd uitgevonden door Dorr Eugene Felt. De Comptometer was een apparaat dat optellen en aftrekken tot 999.999 mogelijk maakte. Het kon zelfs rekenen tot 2 cijfers na de komma.
In 1889 werd ook de Addiator gemaakt, waarmee kon worden gerekend tot 10.000 eenheden en met 2 cijfers achter de komma.
Vanaf 1954 kwam de eerste elektronische rekenmachine, de Facit AB, maar die was nog steeds duur en groter ceel moderne computers. Het apparaat had een groot succes.
Chip-uitvinder Jack Kilby ontwikkelde in 1967 in de laboratoria van Texas Instruments de eerste zakrekenmachine; het apparaat woog 1,5 kilo en was zo dik als een woordenboek.
In 1972 bracht de firma Hewlett-Packard de eerste wetenschappelijke zakrekenmachine op de markt, de HP-35. Die luidde het einde in van de tot dan toe gebruikte rekenlinialen.
Het apparaatje woog maar 248 gram en was 15 x 8,1 cm groot. Het kostte indertijd $395 wat een hoop geld was. Er werden er uiteindelijk 300.000 van verkocht. Dit apparaat is de voorloper van al onze rekenmachines.
De aanvankelijke led-uitlezing is veranderd in lcd, wat de levensduur van de batterijen sterk heeft verlengd; veel rekenmachines maken zelfs gebruik van een fotovoltaïsche cel, waardoor batterijen bij voldoende licht zelfs overbodig zijn geworden. De technologie is zo goedkoop geworden dat er niet veel geld meer mee kan worden verdiend en daardoor zijn er nog maar enkele bedrijven die serieus rekenmachines maken die niet voor reclamedoeleinden worden weggegeven. Met het goedkoper worden van de rekenmachines en dankzij het feit dat de meeste rekenmachines in Japan gemaakt werden, kwam ook de naam 'zakjapanner' als bijnaam op.
Rekenmachines worden toegepast in vele kleine toestellen, zoals horloges (hoewel dat meer een modegril was in de jaren 80) en mobiele telefoons. Complexere, programmeerbare rekenmachines worden weinig meer verkocht omdat voor het zwaardere rekenwerk tegenwoordig veelal computers (bijvoorbeeld met spreadsheets) worden gebruikt en deze algemeen toegankelijk zijn geworden.
De afzonderlijke cijfers worden opgebouwd met zeven streepjes. Dit heet een zevensegmentendisplay. Bij modernere en duurdere rekenmachines wordt een grafisch display gebruikt waarbij de cijfers uit puntjes worden samengesteld (de grafische rekenmachine). Deze hebben ook vaak een functie waarmee grafieken kunnen worden getoond.

## Gebruik
Met een rekenmachine wordt over het algemeen een zakrekenmachine bedoeld. Andere soorten grotere rekenmachines zijn tegenwoordig niet meer in gebruik.
Op elke moderne zakrekenmachine kunnen minstens de volgende berekeningen worden uitgevoerd: optellen, aftrekken, vermenigvuldigen en delen. Uitgebreidere versies bieden ook worteltrekken, procentberekeningen en allerlei wetenschappelijke en statistische functies zoals machtsverheffen, sinus en cosinus, tangens, gemiddelde, standaarddeviatie, inverse, faculteit, correlatie en regressie. 
Daarvoor zijn op de rekenmachine knoppen geplaatst zoals de aan-uitknop, cijfers (1, 2 enz.), operators (+, - enz.), verschillende soorten functies (sin, cos enz.) en de "enter" bij de suffixnotatie of de "=" en haakjes voor de infixnotatie. Meestal wordt de infixnotatie gebruikt.
Rekenmachines worden gebruikt door mensen in financiële beroepen en ingenieurs om berekeningen uit te voeren die te simpel zijn om een echt computerprogramma nodig te maken. Ook worden ze gebruikt door leerlingen op middelbare scholen. Het is op middelbare scholen toegestaan om de rekenmachine te gebruiken bij proefwerken en examens.
Een rekenmachine bestaat gewoonlijk uit een toetsenbord, bestaande uit een numeriek gedeelte en bij geavanceerdere modellen een alfanumeriek gedeelte en toetsen waaronder menu's en functies zitten verscholen, en een display om de invoer en resultaten te kunnen zien.

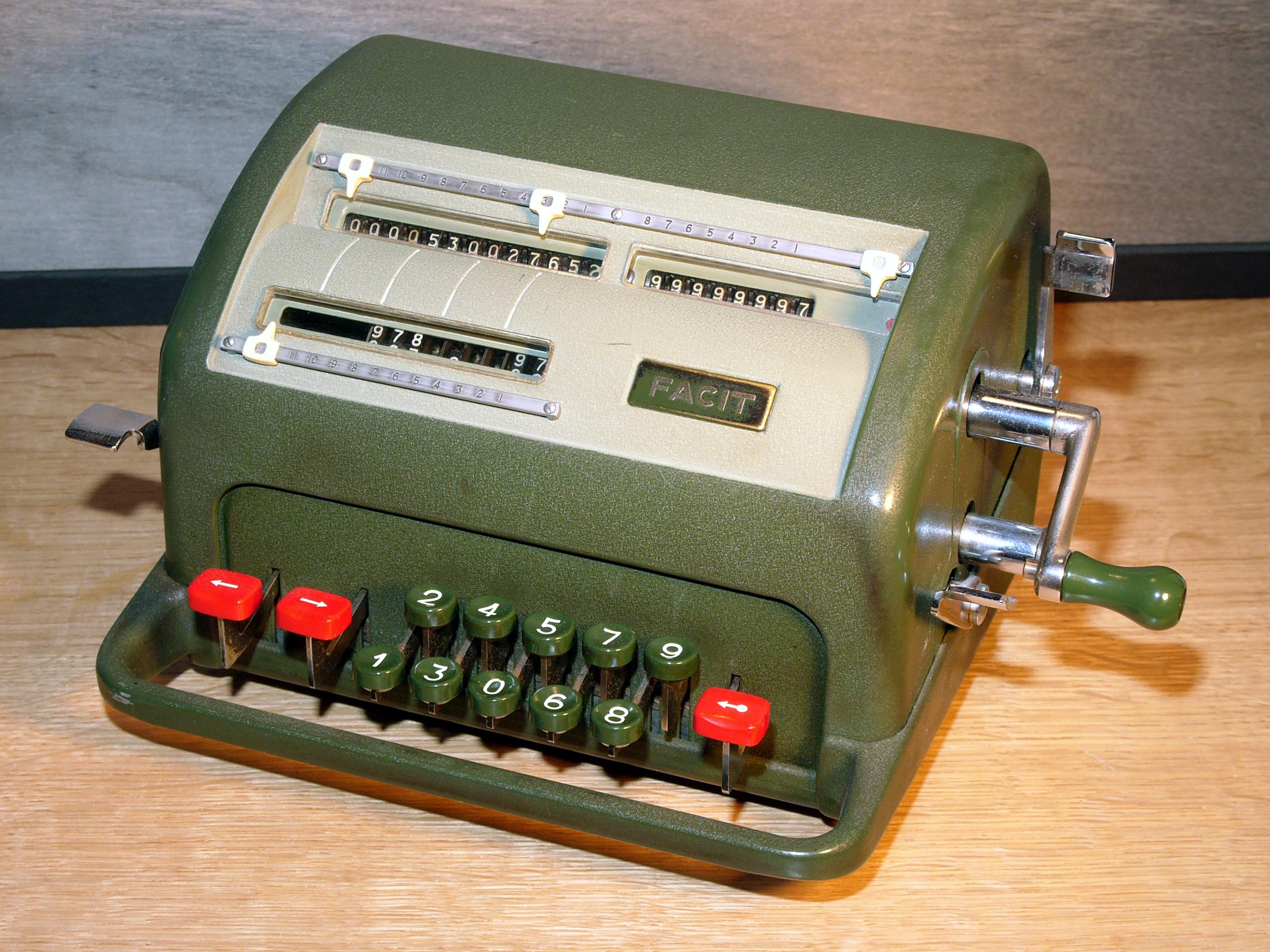
Facit NTK, 1954
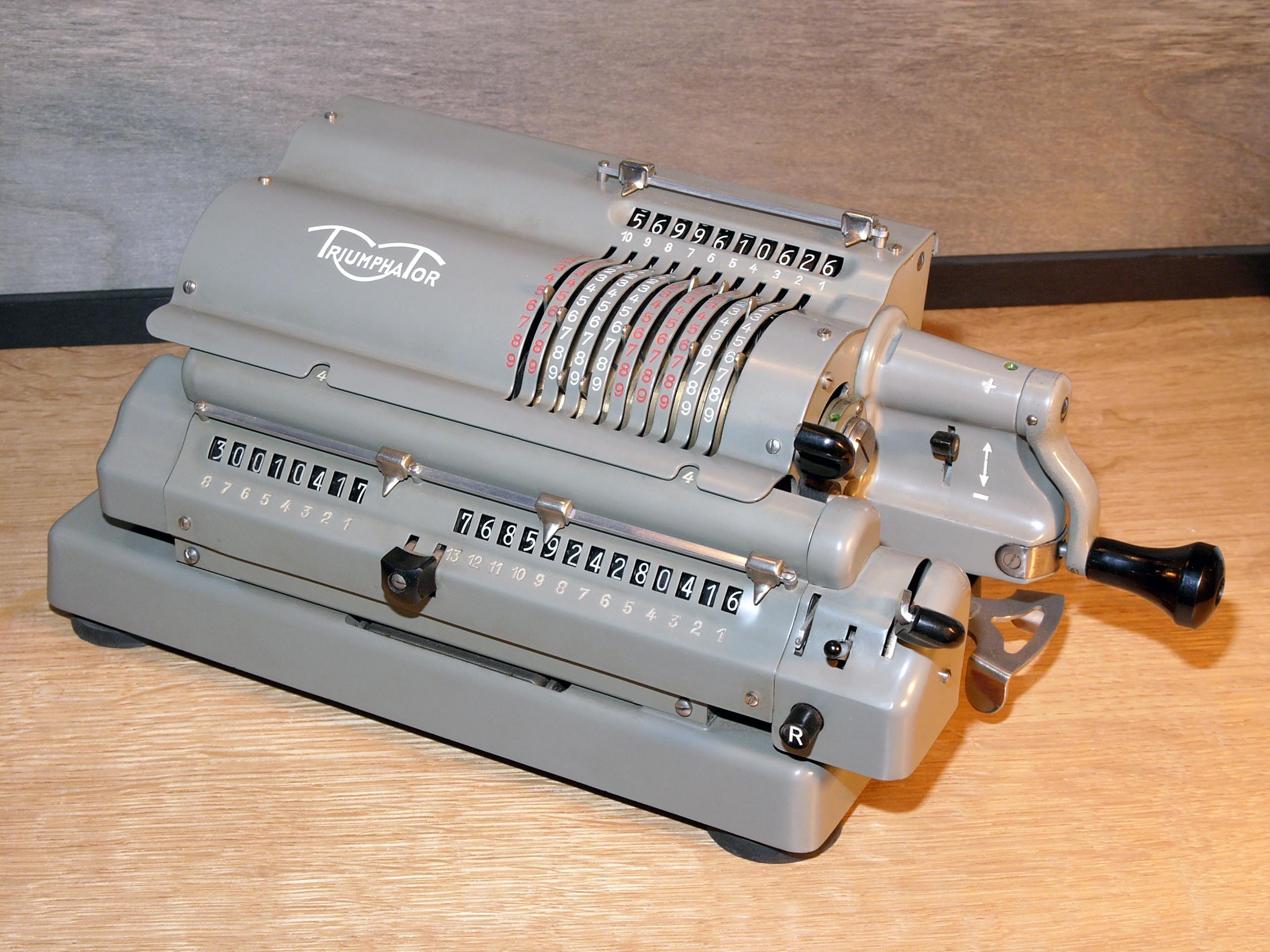
Triumphator CRN1, 1958
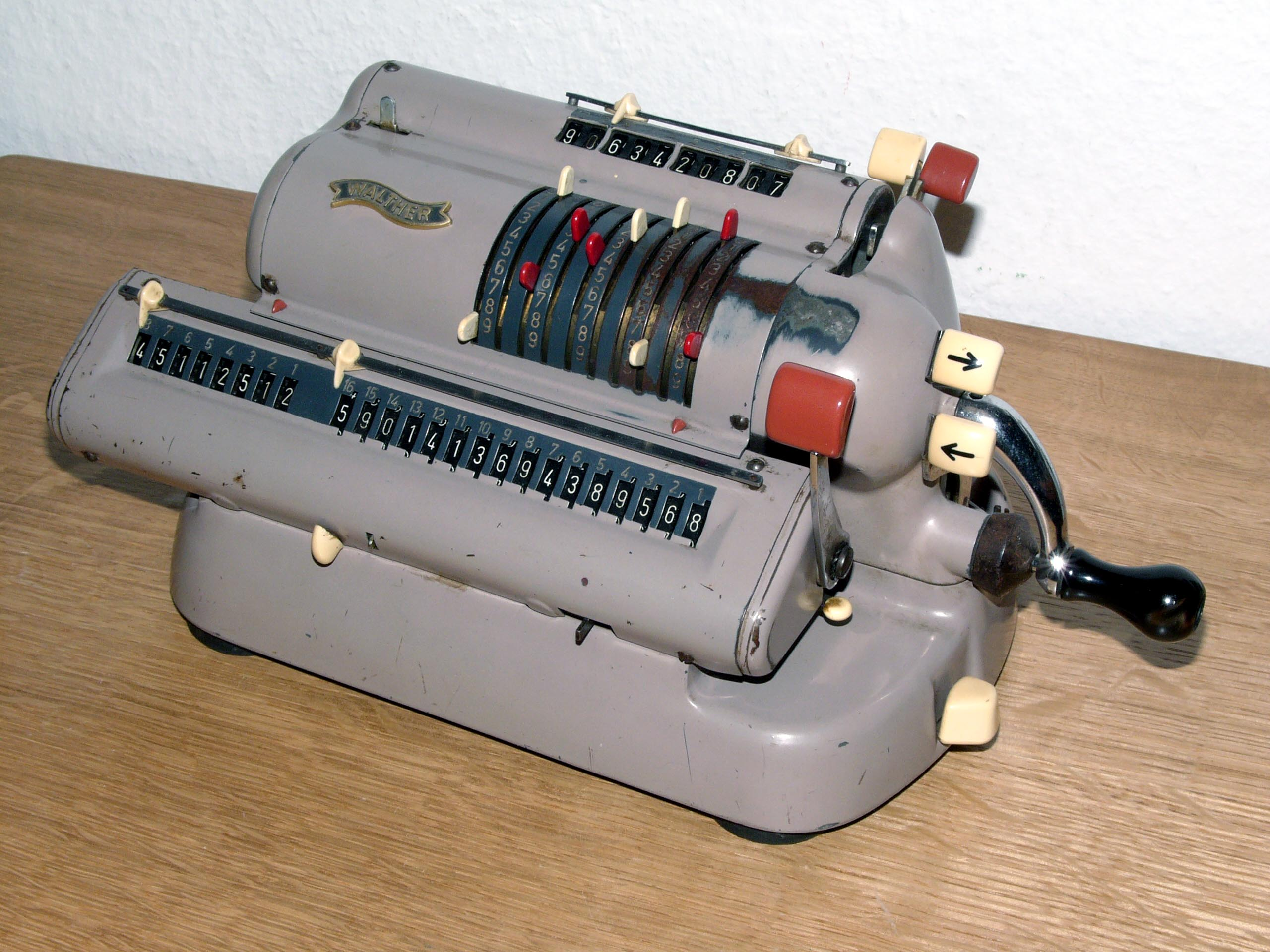
Walther WSR160, 1960
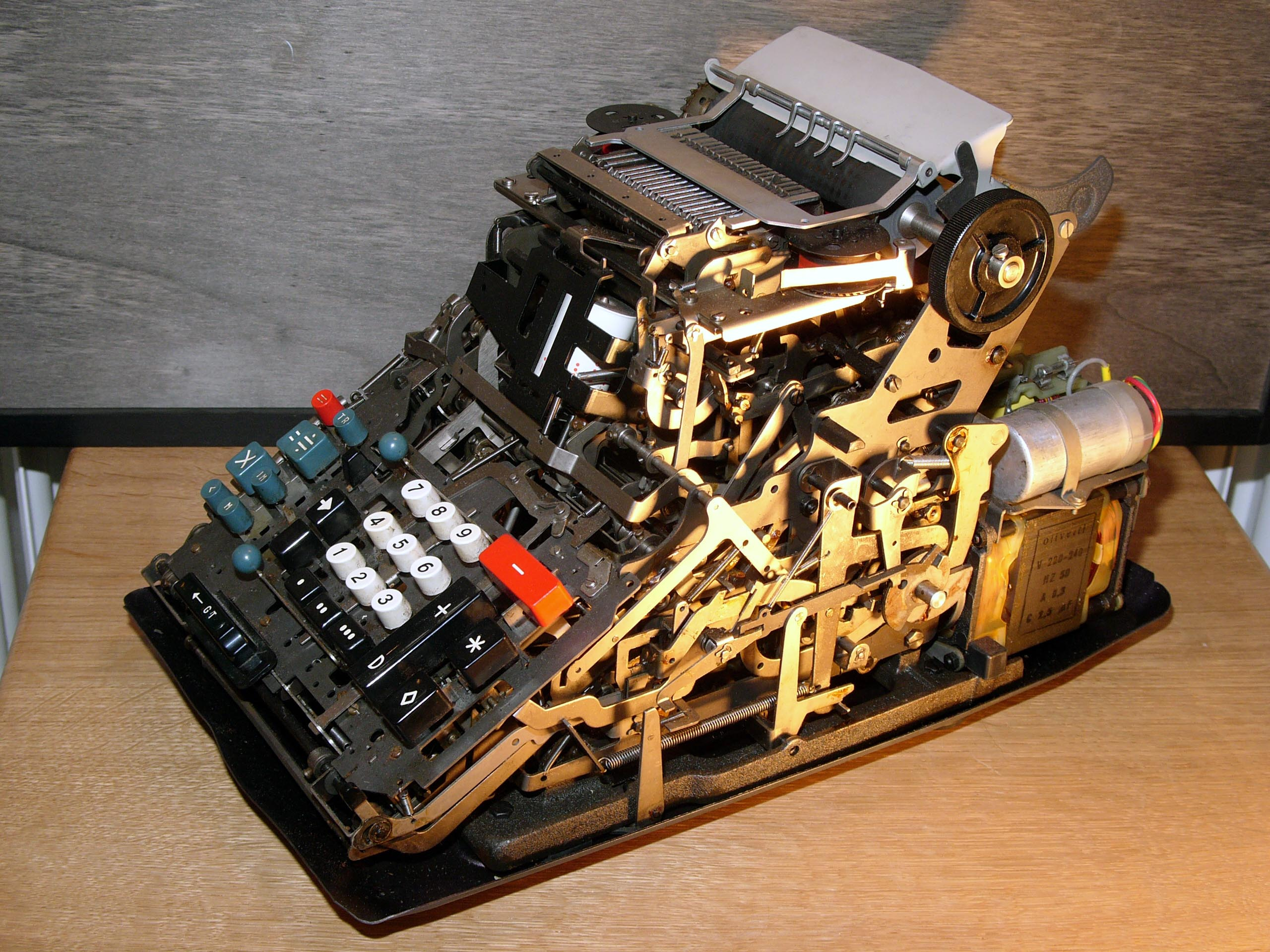
Olivetti Divisumma 24, 1964

## Overige
- Sommige rekenmachines hebben fotovoltaïsche cellen.
- Rekenmachines worden ook op computers gesimuleerd, bijvoorbeeld als een mobiele app op een smartphone en tablet.
- Wanneer een rekenmachine ondersteboven wordt gehouden, kunnen er woorden gevormd worden door bepaalde getallen in te typen. Twee voorbeelden hiervan zijn 'HELEBOEL' met 73083734 en 'OLIEBOL' met 7083170.